# Franz Arnold von Merveldt
Franz Arnold von Merveldt (Taufname: Franz Arnold Alexander Dietrich) (* 13. Februar 1713 in Münster; † 17. November 1765 ebenda) war Domherr in Münster und Amtsdroste in Wolbeck.

## Leben

### Herkunft und Familie
Franz Arnold von Merveldt wuchs als Sohn des Ferdinand Dietrich von Merveldt und seiner Gemahlin Josefa Maria Anna von Westerholt zu Lembeck (1693–1762) mit seinen Geschwistern Burchard Alexander, Clemens August, Maximilian Ferdinand, Hermann Adolf (* 1718, Malteserorden) und Sophie Ludovica Agnes (1730–1810, ⚭ 10. Februar 1748 Wilhelm Ferdinand von Galen) in der uralten westfälischen Adelsfamilie von Merveldt auf. Die Herren von Merveldt zählten zum Uradel und zu eines der ältesten Geschlechter im Münsterland.
Am 4. Oktober 1747 heiratete Franz Arnold die Reichsfreiin Sophia Franziska Theresia von Fürstenberg (1723–1769).

### Werdegang und Wirken
Mit dem Erhalt der Tonsur am Weihnachtstag 1728 wurde Franz Arnold auf ein geistliches Leben vorbereitet. Der Turnar, sein Onkel Adolf Bernhard von Merveldt zu Westerwinkel, verlieh ihm 1730 eine Dompräbende, auf die er 1746 zugunsten seines Bruders Burchard Alexander verzichtete. Am 8. Oktober 1731 schrieb er sich an der Universität Orléans ein und besetzte die Stelle des Prokurators.
Am 10. Mai 1743 wurde er seinem Vater im Amt des Drosten zu Wolbeck beigeordnet und schließlich am 11. August 1743 zum Drosten bestallt.

## Ehrungen
- 1748 Geheimrat
- 1762 Wirklicher Landrat